# Moral de Valcarce
Moral de Valcarce es una localidad del municipio leonés de Trabadelo, en la Comunidad Autónoma de Castilla y León. 
La iglesia está dedicada a La Asunción.

## Localidades limítrofes
Confina con las siguientes localidades:
- Al norte con Sotoparada.
- Al noreste con Parada de Soto.
- Al este con Dragonte.
- Al sur con Cadafresnas.
- Al noroeste con Villar de Corrales.

## Demografía
Evolución de la población
| Gráfica de evolución demográfica de Moral de Valcarce entre 2000 y 2017 |
|                                                                         |
| Población de derecho (2000-2017) según el padrón municipal del INE      |

## Historia
Así se describe a Moral de Valcarce en el tomo XI del Diccionario geográfico-estadístico-histórico de España y sus posesiones de Ultramar, obra impulsada por Pascual Madoz a mediados del siglo XIX:

lugar en la provincia de León, partido judicial de Villafranca del Bierzo, diócesis de Astorga, audiencia territorial y capitanía general de Valladolid, ayuntamiento de Trabadelo; Situado en terreno llano; su clima es frío pero saludable. Tiene 12 casas, escuela de primeras letras, iglesia parroquial (Santa María), servida por un cura de ingreso y libre provisión, y buenas aguas potables. Confina con Melezna y Cadafresnes, Dragonte, Parada de Soto y Villar de los Corrales. El terreno es de mediana calidad. Producciones: granos, legumbres, pastos, vino y frutas; cría ganados y caza de varios animales. Población: 12 vecinos, 50 almas. Contribución: con el ayuntamiento.
Diccionario geográfico-estadístico-histórico de España y sus posesiones de Ultramar